# Crypticerya rodriguesi
Crypticerya rodriguesi är en insektsart som beskrevs av Castel-branco 1952. Crypticerya rodriguesi ingår i släktet Crypticerya och familjen pärlsköldlöss.
Artens utbredningsområde är Moçambique. Inga underarter finns listade i Catalogue of Life.